# 가족구성권
가족구성권(家族構成權)은 원하는 사람과 파트너로 삼아 결혼이나 다른 관계를 맺고, 생물학적 자녀를 갖거나 입양에 의해 다음 세대를 양육할 권리를 말한다. 이성결합에 대해서는 큰 제약 없이 보호되고 있으나 성소수자들은 많은 차별을 받는 권리이다.

## 성소수자에 대한 차별
- 아이를 입양할 수 없다
- 트랜스젠더들은 생물학적 자녀를 갖게 되면 성별정정을 하지 못한다.

## 같이 보기
- 성소수자의 입양
- 성소수자의 자녀 양육